# Abell 222
Abell 222 è un ammasso di galassie situato nella costellazione della Balena alla distanza di circa di 2,4 miliardi di anni luce dalla Terra.
Forma una coppia di ammassi insieme al vicino Abell 223, unita dalla presenza di un ponte di materia oscura in cui sono contenute galassie disposte lungo il filamento e una grande quantità di gas ad elevata temperatura.